# No Mythologies to Follow
No Mythologies to Follow —en español: «Sin mitologías a seguir»— es el primer álbum de estudio de la cantautora danesa MØ, publicado por primera vez el 7 de marzo de 2014 a través de los sellos discográficos Chess Club y RCA Victor. La artista compuso todas las canciones del disco, recibiendo ayuda en dos ocasiones de Ronni Vindahl, quien también se desempeñó como productor ejecutivo del álbum y productor musical de todas las canciones de la edición estándar y algunas de la de lujo. Para el relanzamiento de la edición de lujo digital, MØ incluyó una versión del tema «Say You'll Be There», originalmente interpretada por Spice Girls. Las letras de la obra hablan principalmente sobre las inseguridades en la juventud y la presión por cumplir los estándares de la sociedad.
De acuerdo con Metacritic, No Mythologies to Follow acumuló un total de 76 puntos sobre 100, lo que indica reseñas positivas en su mayoría, esto sobre la base de 19 reseñas recopiladas; mientras que en AnyDecentMusic? obtuvo una calificación de 7.5 sobre 10. En el aspecto comercial, tuvo una buena recepción en su país natal, donde debutó en el segundo puesto de su lista de álbumes y recibió un disco de platino. Asimismo, logró entrar en los ranquins de ventas de cinco naciones más, entre ellas, el Reino Unido donde quedó en la quincuagésima octava posición del UK Albums Chart por las 1 438 unidades que vendió en su primera semana. Para promocionar el álbum, MØ publicó seis sencillos comerciales y uno promocional. De estos, solo «Pilgrim», «Don't Wanna Dance» y «Walk This Way», consiguieron entrar en los treinta y cinco primeros del conteo danés. Por otro lado, ganó los premios al Álbum del año y Mejor álbum danés en los Steppeulven y los Danish Music Awards, respectivamente.

## Antecedentes
Durante una entrevista con la revista Interview, MØ reveló que había escrito todas las canciones del álbum y que «estoy atada a ellas. Todas encajan entre sí, y me hacen sentir que están contando una historia». Al igual, mencionó que si tuviese que elegir una de ellas para representar el disco, sería «Pilgrim», debido a que es «muy simple y fuerte en su mensaje. Tanto la producción y las letras son simples y minimalistas, pero tienen cierta profundidad a la vez». Cuando se le preguntó sobre el tema del álbum, dijo que era sobre «ser joven, sin experiencia, y estar perdido en esta loca sociedad en la que vivimos en estos días». Sobre esto último explicó que «cuando eres joven e inseguro, hay una gran presión sobre estar a la altura de los ideales, y es imposible y difícil encontrar tu propio camino y navegar a través de el». La artista grabó las vocales del disco en la habitación de su infancia.

## Lista de canciones
Todas las canciones escritas y compuestas por Karen Marie Ørsted (MØ), a excepción de «XXX 88», coescrita por Ronni Vindahl y Diplo, y «Glass», coescrita por Vindahl y August «ELOQ» Fenger. 
| No Mythologies to Follow — Edición estándar |                      |                       |          |  |
| N.º                                         | Título               | Productor(es)         | Duración |  |
| 1.                                          | «Fire Rides»         | Ronni Vindahl         | 3:27     |  |
| 2.                                          | «Maiden»             | Vindahl               | 3:46     |  |
| 3.                                          | «Never Wanna Know»   | Vindahl               | 4:13     |  |
| 4.                                          | «Red in the Grey»    | Vindahl               | 3:46     |  |
| 5.                                          | «Pilgrim»            | Vindahl               | 3:52     |  |
| 6.                                          | «Don't Wanna Dance»  | Vindahl · James Dring | 3:15     |  |
| 7.                                          | «Waste of Time»      | Vindahl               | 3:35     |  |
| 8.                                          | «Dust Is Gone»       | Vindahl               | 3:49     |  |
| 9.                                          | «XXX 88» (con Diplo) | Vindahl · Diplo       | 3:41     |  |
| 10.                                         | «Walk This Way»      | Vindahl               | 3:42     |  |
| 11.                                         | «Slow Love»          | Vindahl               | 3:37     |  |
| 12.                                         | «Glass»              | Vindahl · ELOQ        | 3:16     |  |
| 43:59                                       |                      |                       |          |  |

| No Mythologies to Follow — Edición de lujo |                                                               |               |          |  |
| N.º                                        | Título                                                        | Productor(es) | Duración |  |
| 13.                                        | «No Mythologies to Follow»                                    | Vindahl       | 3:42     |  |
| 14.                                        | «Dummy Head»                                                  | Vindahl       | 3:29     |  |
| 15.                                        | «The Sea»                                                     | Vindahl       | 3:39     |  |
| 16.                                        | «Gone and Found»                                              | Vindahl       | 4:56     |  |
| 17.                                        | «Fire Rides» (Night Version)                                  | MØ            | 3:28     |  |
| 18.                                        | «Dust Is Gone» (Night Version)                                | MØ            | 4:15     |  |
| 19.                                        | «Slow Love» (Night Version)                                   | MØ            | 4:14     |  |
| 20.                                        | «The Sea» (Night Version)                                     | MØ            | 3:54     |  |
| 21.                                        | «Album Track by Track» (vídeo) (solo en la edición de iTunes) |               | 19:40    |  |
| 1:34:50                                    |                                                               |               |          |  |

| No Mythologies to Follow — Edición de lujo (relanzamiento digital) |                                                                                   |               |          |  |
| N.º                                                                | Título                                                                            | Productor(es) | Duración |  |
| 21.                                                                | «No Mythologies to Follow» (remezcla de MS MR)                                    | Vindahl       | 2:53     |  |
| 22.                                                                | «Say You'll Be There» (versión de Spice Girls; escrita por Spice y Eliot Kennedy) | Vindahl       | 3:52     |  |
| 23.                                                                | «Album Track by Track» (vídeo) (solo en la edición de iTunes)                     |               | 19:40    |  |
| 1:41:35                                                            |                                                                                   |               |          |  |

## Posicionamiento en listas
| País (Lista 2014)             | Mejor posición |
| ----------------------------- | -------------- |
| Australia (Hitseekers Albums) | 11             |
| Bélgica (Flandes)             | 107            |
| Bélgica (Valona)              | 83             |
| Dinamarca                     | 2              |
| Francia                       | 161            |
| Irlanda                       | 76             |
| Reino Unido                   | 58             |

| País (Lista 2014) | Posición |
| ----------------- | -------- |
| Dinamarca         | 33       |

| País (Lista 2015) | Posición |
| ----------------- | -------- |
| Dinamarca         | 63       |

## Certificaciones
| Territorio | Organismo certificador | Certificación | Ventas certificadas | Ref.   |
| ---------- | ---------------------- | ------------- | ------------------- | ------ |
| Dinamarca  | IFPI — Dinamarca       | Platino       | 20 000              | [ 14 ] |

## Créditos
Créditos adaptados a las líneas de No Mythologies to Follow.
| - MØ: vocales · diseño de portada - Anders Bast: trompa (pista 9) - Signe Bergmann: diseño de portada - Diplo: producción (pista 9) - James Dring: producción (pista 6) - Thomas Edinger: trompa (pista 9) - August «ELOQ» Fenger: batería (pista 4) / mezcla · producción (pista 12) - Peter Hammerton: masterización (pistas 16–19) | - Stuart Hawkes: masterización (pistas 6, 10) - Jens Høll: fotografía adicional - Paul Logus: masterización (pistas 1–5, 7–9, 11–15, 20) - Michael Patterson: masterización (pistas 1–5, 7–9, 11–15, 20) · mezcla (pistas 1–5, 7–9, 11–20) - Anders Schumann: masterización (pista 12) - Thomas Skou: fotografía adicional - Thomas Sønderup: fotografía - Ronni Vindahl: productor ejecutivo · mezcla · producción |